# 하이브리파인
하이브리파인(HybRefine)은 대한민국 하이브리드 일렉트로닉 그룹이다. 

## 역사
2008년 데뷔곡 <Starlight Love>의 뮤직비디오가 유튜브를 통해 선풍적인 인기를 끌며 화려하게 데뷔했다.
손가락 연주가 점층적으로 빛이 되어 퍼져나가는 영상과 음악은 싸이월드BGM차트 1위를 비롯 많은게임에 삽입되었다. 독특한 스타일을 인정받아 SM과 AVEX가 협작한 일본하우스 컴필레이션 음반 [하우스네이션]에 엠플로, 동방신기, 몬도그로소 등과 참여했다. 2009년 배우 조은지와 Milkyway란 곡을 콜라보, 2010년 버블시스터즈의 최아롬을  앞세워, You Can Fly로 메이저 데뷔를 했으나 인상을 남기는데는 실패하였다.
2011년 발표한 첫 정규앨범 [2010]은 다양한 장르를 재해석했다는 받았으며, 같은해 년말 발매한 의외의 알엔비 소울곡 [Rain U]는 일렉트로닉에만 국한되지 않는다는 점을 보여주었다. 2011년에 키겐이 팬텀으로 활약하게 되면서 하이브리파인의 활동은 잠정 중단되었다.

## 발매 음반
- Starlight Love (Maxi Single)
- Starlight Love (Repakage)
- Milkyway feat. Jo Eun Ji (Single)
- You Can Fly (Single)
- 2010 (Full Album)
- Rain U feat.Seonghoon of Brown Eyed Soul (Single)
- Cosmic Dance